# Praia de Iracema
Praia de Iracema är en strand i Brasilien.   Den ligger i delstaten Ceará, i den östra delen av landet, 1 700 km nordost om huvudstaden Brasília.
Runt Praia de Iracema är det i huvudsak tätbebyggt.